# Си Јађе
Си Јађе (кин: 司雅杰; пинјин: Sī Yǎjié; Си'ан, 4. децембар 1998) елитна је кинеска скакачица у воду и вишеструкасветска првакиња у овом спорту. Њена специјалност су скокови са торња са висине од 10 метара, појединачно и синхронизовано у пару.
Скоковима у воду бави се од 2010. године, а први велики резултат у каријери остварила је на Светском првенству у скоковима у воду 2013. у Барселони где је са свега 14 година успела да освоји златну медаљу и титулу светске првакиње у појединачним скоковима са торња (резултатом 392,15 бодова).
На Светском првенству 2015. у Казању у пару са Тај Сјаоху освојила је златну медаљу у скоковима са торња у мешовитом миксу.
На ЛОИ 2016. у Рију освојила је сребрну медаљу у појединачним скоковима са торња. Годину дана касније, на СП у Будимпешти осваја још две медаље, злато у синхронизованим (у пару са Жен Ћен) и сребро у појединачним скоковима са торња. 